# 네덜란드령 안틸레스
네덜란드령 안틸레스(네덜란드어: Nederlandse Antillen 네데를란서 안틸런[*] 듣기 (도움말·정보))는 카리브해의 소앤틸리스 제도에 있던 네덜란드 왕국의 자치령이었다. 2010년 10월 10일 6개의 자치적 영토로 해체되었다.

## 역사
1954년 12월 15일에 네덜란드 왕국 헌장에 따른 네덜란드 왕국의 구성국으로 신설되었다. 1986년 1월 1일에는 아루바가 이탈하였다.
안틸레스 제도의 미래를 둘러싸고 1990년대 초와 2000년대 초에 각 섬이 주민투표를 치렀다. 2010년 10월 10일을 기해 네덜란드령 안틸레스가 해체되면서, 5개의 섬 가운데 신트마르턴, 퀴라소는 자치령으로, 보네르, 사바, 신트외스타티위스은 네덜란드 본국에 편입됐다.

## 지리
1954년 설립 당시에는 6개의 섬으로 구성되어 있었다. 6개 섬 가운데 남부 3개 섬은 베네수엘라 근해에 위치했고 북부 3개 섬은 카리브해 리워드 제도에 위치했다. 이들 섬은 알파벳 첫 글자를 따서 각각 ABC 제도, SSS 제도라고 부르기도 한다.

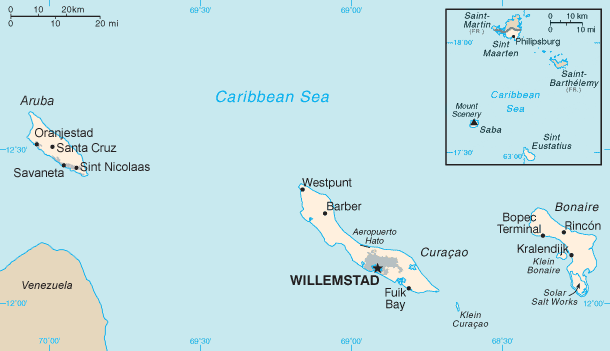
아루바 이탈 전 네덜란드령 안틸레스의 지도

### ABC 제도 (베네수엘라 근해)
- 아루바 (Aruba, 1986년 1월 1일을 기해 네덜란드령 안틸레스에서 이탈함)
- 보네르(Bonaire)
- 퀴라소 (Curaçao)

### SSS 제도 (리워드 제도)
- 사바(Saba)
- 신트마르턴(Sint Maarten, 세인트마틴 섬의 남부)
- 신트외스타티위스(Sint Eustatius)

## 주민
네덜란드어가 공용어였고 영어, 스페인어, 포르투갈어, 파피아멘토어도 사용되었다.

## 같이 보기
- 영국령 서인도 제도
- 덴마크령 서인도 제도
- 프랑스령 서인도 제도